# Carlo Bergamini
Carlo Bergamini (San Felice sul Panaro, 24 de outubro de 1888 – Mar Mediterrâneo, 9 de setembro de 1943) foi um oficial naval italiano que comandou a Marinha Real Italiana no final do envolvimento da Itália na Segunda Guerra Mundial.

## Biografia
Carlo Bergamini nasceu na cidade de San Felice sul Panaro, província de Módena. Seu pai fora um militar que tinha lutado na Expedição dos Mil, durante o Risorgimento. Seu pai foi transferido para Bari, onde Bergamini começou a se interessar por uma vida naval. Ele entrou na Academia Naval italiana em 1905 e se formou em dezembro de 1908 como subtenente.
Foi designado primeiro para servir no couraçado Regina Elena e depois foi transferido em 1911 para o cruzador blindado Vettor Pisani. Foi abordo desta embarcação que Bergamini lutou na Guerra Ítalo-Turca, incluindo em ações para suporte nos desembarques em Cirenaica, logo no início do conflito. Foi promovido a tenente e lutou na Primeira Guerra Mundial a bordo do cruzador blindado Pisa, inicialmente na função de segundo diretor de controle de disparo e depois como primeiro. Bergamini colaborou com o capitão do navio para montar a defesa de Valona em 1916 e do bombardeio de Durazzo em 1918.
Ele recebeu seu primeiro comando em fevereiro de 1921, o barco torpedeiro MAS 28, exercendo-o até janeiro de 1922, quando foi transferido para o couraçado Andrea Doria, onde permaneceu como primeiro diretor de disparo até setembro de 1924. Bergamini trabalhou na Direção Geral de Armas e Armamentos Navais entre junho de 1929 e julho de 1933 devido sua grande perícia técnica em artilharia, período durante o qual ajudou a resolver vários problemas relacionados com os armamentos utilizados pela Marinha Real Italiana. Foi promovido a capitão e atuou no estado-maior da 2ª Esquadra até março de 1936.
Bergamini foi promovido a contra-almirante em janeiro de 1938 e no ano seguinte para almirante de divisão. Na Segunda Guerra Mundial, ele inicialmente comandou a V Divisão, enquanto em maio de 1940 foi transferido para a IX Divisão e tornou-se Chefe do Estado-Maior da Esquadra Naval. Nesta função, participou da Batalha do Cabo Spartivento em novembro de 1940, demonstrando grande bravura, o que lhe valeu a Ordem Militar de Saboia. Ele foi promovido a almirante de esquadra em julho de 1941 assumiu o comando da II Esquadra, comandando várias embarcações em operações de escolta de comboios.
Foi promovido a comandante de toda a Marinha Real em abril de 1943. A Itália se rendeu em 8 de setembro de 1943 e Bergamini, a bordo do couraçado Roma, recebeu ordens no dia seguinte para levar sua frota para o Norte da África e se render para as forças Aliadas. Entretanto, enquanto os italianos passavam pelo Estreito de Bonifácio, a frota foi atacada por aeronaves alemãs. O Roma foi atingido por duas bombas e afundou pouco depois, com Bergamini morrendo no naufrágio.